# 平成ふしぎ探検隊
『平成ふしぎ探検隊』（へいせいふしぎたんけんたい）は、1992年4月7日から1993年3月16日まで、テレビ朝日系列で放送された朝日放送（ABCテレビ）制作の情報バラエティ番組である。放送時間は毎週火曜20:00 ‐ 20:54（JST）。

## 概要
1992年3月までのテレビ朝日制作火曜20時枠とABCテレビ制作月曜20時枠の番組を交換する形で開始された情報バラエティ番組である。
本番組終了後、司会の西田敏行と峰竜太は1993年4月から火曜21時枠で放送された『これは知ってナイト』に出演した。
テレビ朝日火曜20時枠を朝日放送が制作するのは、1977年4月12日まで放送されたドラマ『新・二人の事件簿 暁に駆ける』以来15年ぶりであった。また、この制作体制での放送は、『これって私だけ?』が終了した2021年1月まで29年間にわたって続けられた。

## 主題歌

### エンディングテーマ
INGRY'S「1000ピースのジグソーパズル」
西田敏行「旅立たずにはいられない」

## 備考
放送当時未解決だった坂本堤弁護士一家失踪事件について、ダウジングによる検証をこの番組にて行った。その結果、一家は事件に巻き込まれて死亡した後に一旦足和田村に運ばれ、その後は青木ヶ原樹海に埋められたというもので、これは後に判明した事実とは大きく異なっていた。書籍「超能力番組を10倍楽しむ本」では、番組制作スタッフはオウム真理教の関与を疑ったものの、明確にそれを匂わせる表現をはばかったため、教団の拠点があった上九一色村の代わりに隣接する足和田村を犯行の現場として挙げたと推測している。

## 出演者
- 西田敏行
- 峰竜太
- 西村知美

## スタッフ
- ナレーター：槇大輔
- 構成：水谷和彦
- ＜スタジオ＞：
  - TD：森野憲俊
  - CAM：澤田浩
  - VE：高瀬尚一
  - AUD：杉山直樹
  - LD：吉本紀英
  - 美術制作：高谷壽
  - 美術進行：松澤健
  - スタジオコーディネート：篠原茂
  - FD：安見悟朗
- 編集：鈴木謙也（スタジオ・マーキュリー）
- MA：白石洋（スタジオ・マーキュリー）
- 音効：中島克（サウンド・デザイン・キュービック）
- AD：渕野陽子
- タイトル制作：ナブラ
- スタジオ協力：ニユーテレス、TIME、スタジオロックス
- 協力：青年座映画放送
- ディレクター：湯谷幸司
- プロデューサー：郷田美雄（ABC）、古城和明（日本テレワーク）
- チーフプロデューサー：大熊邦也（ABC）
- 制作協力：日本テレワーク
- 制作著作：ABC（朝日放送）

## ネット局
| 放送対象地域  | 放送局             | 系列                          | 備考               |
| ------------- | ------------------ | ----------------------------- | ------------------ |
| 近畿広域圏    | 朝日放送           | テレビ朝日系列                | 制作局             |
| 関東広域圏    | テレビ朝日         | テレビ朝日系列                |                    |
| 北海道        | 北海道テレビ       | テレビ朝日系列                |                    |
| 青森県        | 青森朝日放送       | テレビ朝日系列                |                    |
| 宮城県        | 東日本放送         | テレビ朝日系列                |                    |
| 秋田県        | 秋田朝日放送       | テレビ朝日系列                | 1992年10月開局から |
| 福島県        | 福島放送           | テレビ朝日系列                | 西田敏行の出身地   |
| 新潟県        | 新潟テレビ21       | テレビ朝日系列                |                    |
| 長野県        | 長野朝日放送       | テレビ朝日系列                |                    |
| 静岡県        | 静岡けんみんテレビ | テレビ朝日系列                | 現：静岡朝日テレビ |
| 石川県        | 北陸朝日放送       | テレビ朝日系列                |                    |
| 中京広域圏    | 名古屋テレビ       | テレビ朝日系列                |                    |
| 広島県        | 広島ホームテレビ   | テレビ朝日系列                |                    |
| 香川県 岡山県 | 瀬戸内海放送       | テレビ朝日系列                |                    |
| 福岡県        | 九州朝日放送       | テレビ朝日系列                |                    |
| 長崎県        | 長崎文化放送       | テレビ朝日系列                |                    |
| 熊本県        | 熊本朝日放送       | テレビ朝日系列                |                    |
| 鹿児島県      | 鹿児島放送         | テレビ朝日系列                |                    |
| 山形県        | 山形放送           | 日本テレビ系列 テレビ朝日系列 | [ 4 ]              |